# Chitrella cavicola
Chitrella cavicola är en spindeldjursart som först beskrevs av Alpheus Spring Packard 1884.  Chitrella cavicola ingår i släktet Chitrella och familjen spinnklokrypare. Inga underarter finns listade i Catalogue of Life.